# Wielka schizma wschodnia
Wielka schizma wschodnia – rozłam w chrześcijaństwie na Kościół wschodni i zachodni. Za symboliczną datę tego wydarzenia przyjmuje się rok 1054.
Nie był to jednorazowy akt, lecz proces, który rozciągał się w szerokich ramach chronologicznych, trwający aż do XIII w. Wtedy wiele osób nie zdawało sobie sprawy z istnienia schizmy. Winą za jej powstanie obarcza się zarówno Rzym, jak i Konstantynopol.
Wielką schizmę poprzedziły dwie inne: schizma akacjańska (484–519) i schizma Focjusza (861–867).

## Geneza
Podział Kościoła na część wschodnią i zachodnią sięgał czasów Imperium Rzymskiego, kiedy to cesarz Teodozjusz I Wielki w 395 r. podzielił cesarstwo na zachodniorzymskie i wschodniorzymskie. Stało się tak, ponieważ tereny imperium były zbyt rozległe i wykazywały dużą odmienność kulturową. Zachód był światem łaciny i kultury rzymskiej, zaś na wschodzie dominowała greka i widać było wpływy kultury hellenistycznej. Początkowo Rzym odgrywał główną rolę, lecz w 330 r. Konstantynopol został mianowany drugą stolicą Cesarstwa Rzymskiego. W 451 r. na soborze chalcedońskim zrównano patriarchat z papiestwem pod względem przywilejów porządku kościelnego, lecz zachowano pierwszeństwo Rzymu. Papież Leon I Wielki w sporze o prymat powoływał się na Ewangelię (Mt 16,18 i Łk 22,31 n.) i porównywał papieża do Piotra; jego zdaniem tak jak Piotr był pierwszym wśród apostołów, tak papież miał być pierwszy pośród biskupów.
Spór o prymat w świecie chrześcijańskim angażował również władców świeckich; cesarz wschodniorzymski na soborze trullańskim w 692 uznał papieża za „przeklętego heretyka”. Eskalacja konfliktu doprowadziła do schizmy Focjusza, a w konsekwencji – do wielkiej schizmy wschodniej.

## Przyczyny
Przyczyny:
- różnice cywilizacyjno-kulturowe (bogaty wschód, biedny zachód);
- patriarchowie Konstantynopola nie chcieli podporządkować się papieżowi;
- oskarżenie o odejście Kościoła rzymskiego od czystości kultu;
- spór o pochodzenie Ducha Świętego;
- wzajemne obłożenie się klątwą przez Kościoły Wschodni i Zachodni 1054 (prawosławie i katolicyzm).

### Pośrednie
- rywalizacja pomiędzy Kościołem Bizantyjskim a Rzymskim o strefy wpływów w Europie, szczególnie na Słowiańszczyźnie;
- różnice religijne (kwestia używania przaśnego chleba w Eucharystii, czyśćca, liczby sakramentów, celibatu księży, postu w soboty, noszenia zarostu przez duchownych etc.);
- różnice organizacyjne (cezaropapizm na Wschodzie), spór o prymat papiestwa na Zachodzie (na Zachodzie głoszono prymat papieża, a Wschód podkreślał zasadę pentarchii – współpracy pięciu biskupstw: Rzymu, Konstantynopola, Aleksandrii, Antiochii i Jerozolimy) i prawne (na Zachodzie uznawano papieskie dekretały, na Wschodzie konstytucje cesarskie);
- dążenie Rzymu od II połowy IX wieku do podporządkowania sobie Wschodu[3].

### Bezpośrednie
Sytuacja uległa zaostrzeniu w XI wieku. Papieży od 1014 roku wymieniano w dyptychach prawosławnych tylko okazjonalnie. Papieże natomiast ponownie nałożyli poważne kary kościelne, czyli interdykt na wschód prawosławny, który był coraz mniej prokatolicki. Był to zresztą okres, kiedy na zachodzie Europy pojawiły się postulaty uniezależnienia Kościoła od państwa. Budziło to niepokój cesarza bizantyjskiego, który uznawał się przecież za zwierzchnika Kościoła. Jeszcze gorzej przyjęto w Konstantynopolu fakt wprowadzania zwyczajów rzymskich w zakresie liturgii na terenie południowych Włoch, które znajdowały się pod wpływem Bizancjum. Doszło do tego w latach 1052–1053. Wówczas obie strony, najpierw Kijów, Nowogród, a także Konstantynopol, a następnie pozostałe kościoły – Antiochia, Aleksandria, Cypr, Gruzja, Bułgaria wraz z Macedonią, obłożyły się wzajemnie z Watykanem, anatemami. Dalej wydarzenia potoczyły się bardzo szybko. Papież Leon IX wysłał wczesną wiosną 1054 do Konstantynopola swojego legata, który w odpowiedzi na wcześniejsze zamknięcie w stolicy Bizancjum kościołów obrządku łacińskiego, wkroczył w lipcu 1054 roku do kościoła Hagia Sophia i złożył na ołtarzu pisma nakładające ekskomunikę na patriarchę Konstantynopola Michała Cerulariusza. Legat działał na własną rękę, ponieważ w czasie owych wydarzeń papież już nie żył i nie miał on na celu zaognienia konfliktu. Legat podjął własną decyzję o ekskomunice, aby sprowokować patriarchę do działania. W odpowiedzi na to patriarcha zwołał synod, na którym spalono ową bullę i zatwierdzono klątwę nałożoną na legatów papieskich. Schizma wschodnia stała się faktem.
Nikt nie zdawał sobie chyba wówczas sprawy, jak trwałe następstwa przyniesie to lokalne w gruncie rzeczy nieporozumienie. Przecież już wcześniej dochodziło do konfliktów między Rzymem a Konstantynopolem, choćby za czasów patriarchy Focjusza, który w roku 867 doprowadził do otwartego rozłamu w Kościele. Jednak cesarz Bazyli I unormował stosunki z papiestwem. Wydawało się, że tym razem może być podobnie, że prędzej czy później konflikt zostanie zażegnany. Tak się jednak nie stało. Zniszczona została jedność Kościoła, a skutki schizmy wschodniej trwają do dziś. Przez kolejne stulecia nie udało się przezwyciężyć podziału na prawosławie i katolicyzm i przywrócić jedności chrześcijaństwu.
Zerwanie jedności spowodowało, że istniejące już wcześniej różnice między Kościołem wschodnim i zachodnim nie tylko się utrwaliły, ale i pogłębiły.

## Kontrowersje
- Gdy kard. Humbert ogłaszał bullę ekskomunikującą patriarchę Michała i jego zwolenników, Leon IX nie żył, są zatem poważne wątpliwości, czy ekskomunika miała jakąkolwiek skuteczność kanoniczną.
- Ekskomunika ze strony Konstantynopola dotyczyła jedynie legatów, nie papieża ani Patriarchatu Rzymskiego.
- Schizma postrzegana była początkowo jako konflikt prywatny między hierarchami. Na pojawienie się idei definitywnego rozłamu i ugruntowanie jej rzeczywisty wpływ miały działania obu stron, m.in. postawa Cesarstwa Bizantyjskiego, które w czasie Krucjat współdziałało z Turkami przeciwko krzyżowcom, choć ci nie podejmowali działań zbrojnych przeciwko Bizancjum, rzeź łacinników, jakiej dokonano w 1182 roku w Konstantynopolu i złupienie go przez wojska IV krucjaty, wbrew zakazowi papieża Innocentego III[4]
- Ze względu na prawdopodobny brak skuteczności ekskomuniki legatów i ograniczony charakter ekskomuniki Konstantynopola Władimir Sołowjow określa schizmę jako istniejącą de facto, ale nie de iure, czyli nie niosącą za sobą konsekwencji kanonicznych.
- Termin schizma w kontekście rozłamu, którego przełomowym momentem był rok 1054, uznawany jest często za nieadekwatny. Nie było bowiem ani z jednej, ani z drugiej strony chęci podziału Kościoła czy podjęcia jakichkolwiek kroków w stronę secesji. Spór miał charakter w dużej mierze prywatny i polityczny, a argumentów teologicznych używano tylko po to, by maskować prawdziwe intencje. Trzeba pamiętać też, że Konstantynopol zachowywał się w całym sporze w sposób bardzo spokojny i umiarkowany.

## Różnice między Kościołem na wschodzie i zachodzie
Na zachodzie biskup Rzymu przyjął tytuł papieża i korzystając z braku silnej władzy świeckiej, starał się uzyskać pozycję niekwestionowanego przywódcy chrześcijaństwa zachodniego. Jednak ambicje papieży sięgały dalej. Stolica apostolska uważała, że tylko ona może rozstrzygać kwestie doktrynalne. To oczywiście rodziło spory z Konstantynopolem. Konkurowano również na polu misyjnym na obszarze państw słowiańskich. Toczyła się swoistego rodzaju rywalizacja, kto schrystianizuje pogańskie plemiona. Ta rywalizacja o wpływy i prymat nad światem chrześcijańskim, przybierająca często charakter polityczny, stała się jedną z głównych przyczyn rozłamu w Kościele.
Istotne znaczenie miały też rozbieżności kulturowe, liturgiczne i organizacyjne. Spór dotyczył praktyk religijnych. Zastrzeżenia budziło używanie podczas eucharystii niekwaszonego chleba przez Kościół zachodni. Konstantynopol uznał to za nieortodoksyjne. Z kolei Rzym potępiał brak celibatu w kościele wschodnim. Dystans zwiększały różnice językowe. Szczególna niechęć duchowieństwa zachodniego dotyczyła dopuszczania lokalnych języków w czasie pracy misyjnej wśród Słowian. Gdy na synodzie w Toledo w roku 589 do nicejskiego wyznania wiary dopisano, że Duch Święty pochodzi nie tylko od Ojca, ale i Syna, dyskusja objęła kwestie doktryny. Spór o filioque zaostrzył i tak napięte stosunki między chrześcijanami ze Wschodu i Zachodu.
Nakreślony obraz nie oznacza, że w tym czasie nie istniała żadna współpraca między Konstantynopolem a Rzymem. Nadal istniała świadomość przynależności do jednego Kościoła. Kiedy w połowie IX wieku dwaj greccy mnisi Cyryl i Metody zostali wysłani przez cesarza bizantyjskiego, by nawracać Słowian, odbywali tę misję pod patronatem papieża. I odwrotnie. Bruno z Kwerfurtu, szerząc chrześcijaństwo wśród Pieczyngów, korzystał z pomocy księcia ruskiego, ochrzczonego w obrządku greckim. Duchowieństwo spotykało się na synodach. Stan istniejący wówczas między chrześcijaństwem wschodnim i zachodnim można nazwać pełną napięcia separacją, jednak o całkowitym podziale jeszcze nie myślano.
Po 1054 roku podejmowano próby ponownej unifikacji obu Kościołów, czego przykładem były unia lyońska oraz unia florencka.